# Nikolaus Matti Abdalahad

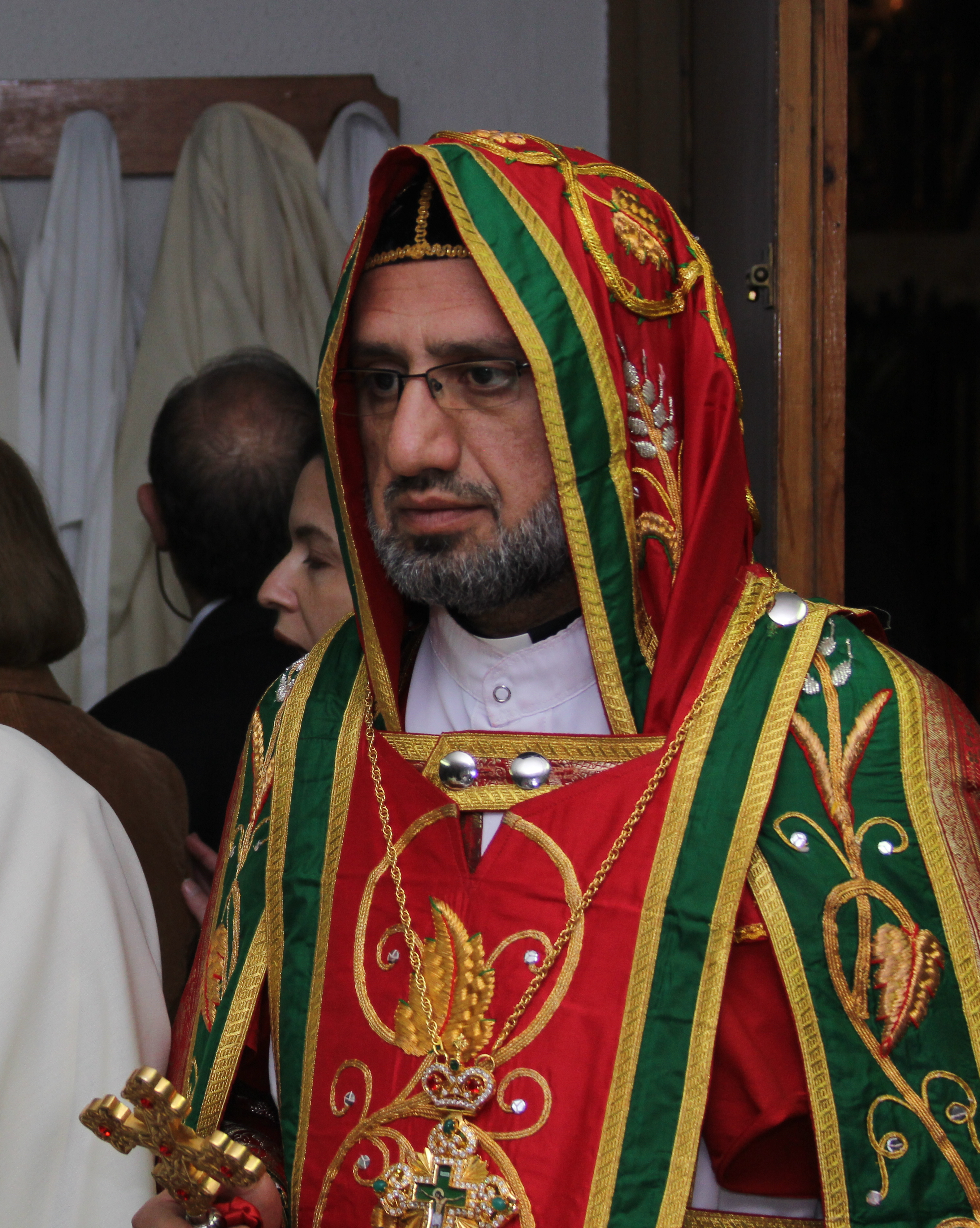
Seine Eminenz Mor Nikolaus Matti Abdalahad in Liturgiegewändern

Mor Nikolaus Matti Abdalahad (syrisch ܡܪܝ ܢܝܩܘܠܐܘܣ ܡܬܝ ܥܒܕܐܠܚܕ; * 6. April 1970 in al-Malikiya, Syrien; geboren als Matti Abdalahad) ist ein syrischer Geistlicher und Patriarchalvikar der syrisch-orthodoxen Diözese Spanien.

## Leben

### Bildung
Nikolaus Matti Abdalahad begann sein religiöses Studium im Klosterseminar St. Ephrem in Ma'arat Saydnaya, wo er seinen Abschluss absolvierte. 1991 wurde er zum Mönch und 1994 zum Priester geweiht. Einige Jahre später schickte ihn Patriarch Ignatius Zakka I. Iwas nach Griechenland, sodass er sein Theologiestudium an der Nationalen und Kapodistrias-Universität Athen  fortsetzen konnte.

### Klosterdirektor und Bischof
Nach seinem Abschluss 1997 kehrte er ins Klosterseminar St. Ephrem zurück, wo er zum Direktor des Klosters ernannt wurde. 1998 wurde er zum Mitglied des obersten Rates der Syrisch-Orthodoxen Kirche in Damaskus ernannt. Ein Jahr später erhielt er als Ehrung und Segen ein Kreuz vom Patriarchen verliehen. Im Oktober 2004 wurde er als patriarchalischer Verwalter nach Argentinien geschickt. Abdalahad wurde am 17. April 2005 von Patriarch Ignatius Zakka I. Iwas zum Bischof für die Diözese Argentinien geweiht und nahm dabei zusätzlich den Namen Nikolaus an. Im Jahre 2015 ernannte Patriarch Ignatius Ephräm II. Karim ihn zum Bischof der Diözese Spanien. Sein Nachfolger in Argentinien wurde Chrysostomos John Ghassali.